# Eärendil
Eärendil (que se traduce como «enamorado del mar», «amante del mar» o «amigo del mar» en quenya) es un personaje ficticio que forma parte del legendarium creado por el escritor británico J. R. R. Tolkien y que aparece en su novela póstuma El Silmarillion. Es un peredhil o medio elfo, hijo único de Tuor, un hombre de la Tercera Casa de la raza Edain, e Idril Celebrindal, una elfa perteneciente al linaje de los Noldor y princesa del reino y ciudad de Gondolin.
Nacido a finales de la Primera Edad del Sol, Eärendil vivió de niño la caída de Gondolin y logró escapar junto con sus padres hasta los puertos situados en Arvernien. Allí creció y conoció a su esposa Elwing, con quien llegaría hasta las ocultas tierras de Aman con el fin de pedir la ayuda de los Valar en la lucha que los Edain y los elfos llevaban a cabo contra Morgoth.
Fue el primer personaje ideado por J. R. R. Tolkien para formar parte de su extensa mitología, basada en la tierra ficticia de Arda y cuyas narraciones se centran principalmente en el continente conocido como la Tierra Media. La creación de Eärendil (llamado durante muchos años Eärendel) fue inspirada por el poema religioso anónimo «Christ I». Además, la historia del personaje estuvo sometida a una constante evolución a lo largo de décadas antes de que el autor escribiera la versión definitiva tal y como aparece en El Silmarillion.

## Descripción
Eärendil es un peredhil o medio elfo, es decir, un mestizo entre hombre y elfo. La única descripción que J. R. R. Tolkien realizó de él en El Silmarillion se encuentra en el capítulo «De Tuor y la caída de Gondolin», donde hace referencia a su belleza, pero no aporta datos físicos:

«De sobrecogedora belleza era Eärendil, pues llevaba en la cara una luz que parecía la luz del cielo, y tenía la belleza y la
sabiduría de los eldar, y la fuerza y la audacia de los hombres de antaño.»
«De Tuor y la caída de Gondolin», en El Silmarillion de J. R. R. Tolkien.

En el cuento «La caída de Gondolin», primer relato que Tolkien escribió sobre su legendarium y en el que introdujo al personaje de Eärendil, aparecen algunos rasgos que serían eliminados de versiones posteriores:

«El recién nacido era extraordinariamente hermoso; tenía la piel blanca y reluciente y los ojos de un azul más intenso que el de los cielos de las tierras de más al sur, más azul aún que los zafiros del atuendo de Manwë»
— Tolkien, 1991, «La caída de Gondolin».

En una de las notas de «El cuento de Eärendel», continuación del cuento anterior, Tolkien caracteriza al personaje como «más bajo que la mayoría de los hombres, pero era veloz y nadaba con gran rapidez».

### Familia
A continuación, se presenta un árbol genealógico con los parientes más relevantes de Eärendil, en el que se puede apreciar además su mezcla de sangre (élfica, en azul, y humana, en verde).
| Finwë | Finwë | Finwë | Finwë | Finwë     | Finwë     |           |           | Indis     | Indis     | Indis | Indis | Indis  | Indis  |        |        |          |        |  |  | Casa de Hador  | Casa de Hador  | Casa de Hador  | Casa de Hador  | Casa de Hador  | Casa de Hador  |      |      | Casa de Haleth | Casa de Haleth | Casa de Haleth | Casa de Haleth | Casa de Haleth | Casa de Haleth |
| Finwë | Finwë | Finwë | Finwë | Finwë     | Finwë     |           |           | Indis     | Indis     | Indis | Indis | Indis  | Indis  |        |        |          |        |  |  | Casa de Hador  | Casa de Hador  | Casa de Hador  | Casa de Hador  | Casa de Hador  | Casa de Hador  |      |      | Casa de Haleth | Casa de Haleth | Casa de Haleth | Casa de Haleth | Casa de Haleth | Casa de Haleth |
|       |       |       |       |           |           |           |           |           |           |       |       |        |        |        |        |          |        |  |  |                |                |                |                |                |                |      |      |                |                |                |                |                |                |
|       |       |       |       | Fingolfin | Fingolfin | Fingolfin | Fingolfin | Fingolfin | Fingolfin |       |       |        |        |        |        |          |        |  |  | Galdor el Alto | Galdor el Alto | Galdor el Alto | Galdor el Alto | Galdor el Alto | Galdor el Alto |      |      | Hareth         | Hareth         | Hareth         | Hareth         | Hareth         | Hareth         |
|       |       |       |       | Fingolfin | Fingolfin | Fingolfin | Fingolfin | Fingolfin | Fingolfin |       |       |        |        |        |        |          |        |  |  | Galdor el Alto | Galdor el Alto | Galdor el Alto | Galdor el Alto | Galdor el Alto | Galdor el Alto |      |      | Hareth         | Hareth         | Hareth         | Hareth         | Hareth         | Hareth         |
|       |       |       |       |           |           |           |           |           |           |       |       |        |        |        |        |          |        |  |  |                |                |                |                |                |                |      |      |                |                |                |                |                |                |
|       |       |       |       | Turgon    | Turgon    | Turgon    | Turgon    | Turgon    | Turgon    |       |       | Elenwë | Elenwë | Elenwë | Elenwë | Elenwë   | Elenwë |  |  |                |                |                |                | Huor           | Huor           | Huor | Huor | Huor           | Huor           |                |                |                |                |
|       |       |       |       | Turgon    | Turgon    | Turgon    | Turgon    | Turgon    | Turgon    |       |       | Elenwë | Elenwë | Elenwë | Elenwë | Elenwë   | Elenwë |  |  |                |                |                |                | Huor           | Huor           | Huor | Huor | Huor           | Huor           |                |                |                |                |
|       |       |       |       |           |           |           |           |           |           |       |       |        |        |        |        |          |        |  |  |                |                |                |                |                |                |      |      |                |                |                |                |                |                |
|       |       |       |       |           |           |           |           | Idril     | Idril     | Idril | Idril | Idril  | Idril  |        |        |          |        |  |  |                |                |                |                | Tuor           | Tuor           | Tuor | Tuor | Tuor           | Tuor           |                |                |                |                |
|       |       |       |       |           |           |           |           | Idril     | Idril     | Idril | Idril | Idril  | Idril  |        |        |          |        |  |  |                |                |                |                | Tuor           | Tuor           | Tuor | Tuor | Tuor           | Tuor           |                |                |                |                |
|       |       |       |       |           |           |           |           |           |           |       |       |        |        |        |        |          |        |  |  |                |                |                |                |                |                |      |      |                |                |                |                |                |                |
|       |       |       |       |           |           |           |           |           |           |       |       |        |        |        |        | Eärendil |        |  |  |                |                |                |                |                |                |      |      |                |                |                |                |                |                |

### Etimología y otros nombres
El nombre de Eärendil está compuesto en quenya, una lengua ficticia creada por J. R. R. Tolkien para los elfos. Dependiendo del uso de los términos que lo forman, el nombre puede recibir distintos significados:
- Ear: significa «mar».
- -ndil: también como -ldil, -rdil o -rnil, es un sufijo que expresa devoción y puede traducirse como «enamorado», «amante de» o «amigo de».

Así, el nombre puede significar «enamorado del mar», «amante del mar» o «amigo del mar». Además, entre los elfos era costumbre dar dos nombres a sus hijos, uno paterno y otro materno; Eärendil es, en este caso, el paterno, mientras que Idril le dio un nombre que resultó profético, Ardamírë, que significa «joya del mundo» en quenya. También le pusieron algunos apodos o epessë como Medio Elfo, el Bendito, el Marinero y el Brillante.

## Historia ficticia
Eärendil nació en el año 503 de la Primera Edad del Sol (P. E.), en el reino de Gondolin. En el año 511 P.E., el sobrino del rey Turgon, Maeglin, le reveló a Morgoth la posición del reino y los ejércitos de Angband atacaron la ciudad. Maeglin aprovechó la situación para secuestrar a Eärendil y a su madre, de la cual estaba enamorado, pero Tuor les encontró y luchó contra él hasta que Maeglin murió al caer desde el precipicio de Caragdûr. Eärendil y sus padres, junto con algunos habitantes más de Gondolin, lograron escapar del desastre por los túneles secretos de la ciudad.

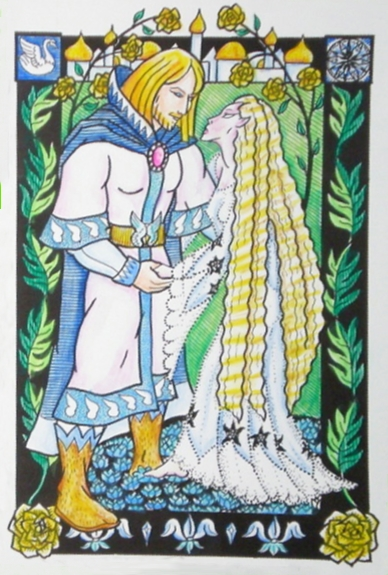
Tuor e Idril, los padres de Eärendil.

Durante la estancia de los supervivientes en el bosque de Nan-Tathren, Tuor compuso para Eärendil una canción sobre el vala Ulmo y dicha canción despertó en ambos la nostalgia por el mar. Continuaron así el viaje siguiendo el curso del río Sirion hasta sus desembocaduras y se asentaron en la tierra de Arvernien, donde entonces habitaban también los supervivientes del desastre del reino de Doriath.
Antes de partir hacia las Tierras Imperecederas junto con Tuor, Idril le dio a Eärendil la piedra Elessar y, como nuevo dirigente de su pueblo, curó con ella las heridas de Arvernien y así prosperó. Eärendil se casó con otra peredhil, Elwing, princesa de Doriath, y de la unión de ambos nacieron los gemelos Elrond y Elros.
En Arvenien, Eärendil hizo amistad con el elfo Círdan, que era carpintero de barcos, y fue un gran colaborador suyo. Gracias a su ayuda, Eärendil construyó el barco Vingilot y, a partir del año 534 P. E. y junto con tres compañeros, Aerandir, Falathar y Erellont, inició sus viajes en busca de Aman con el fin de encontrar a sus padres y pedir la misericordia de los Valar por el sufrimiento que Morgoth estaba causando a los Edain y los Eldar en la Tierra Media.
La esposa de Eärendil había rescatado de la destrucción de Doriath el Silmaril que sus abuelos, Beren y Lúthien, le arrebataron a Morgoth y, cuando los hijos de Fëanor se enteraron, atacaron Arvernien debido a la codicia que despertaba en ellos la joya creada por su padre. Eärendil estaba entonces de viaje y no supo del ataque hasta que su esposa, convertida en pájaro por Ulmo, llegó volando hasta Vingilot y se lo contó. Sus hijos habían sido secuestrados y les dieron por muertos, así que Eärendil decidió continuar con el viaje.
Gracias a la ayuda del Silmaril, en el año 542 P. E. consiguieron llegar a las costas de Eldamar. Eärendil logró la piedad y la ayuda de los Valar, desencadenando la Guerra de la Cólera. Los Valar le prohibieron a Eärendil tocar la Tierra Media, por lo tanto, le embarcaron por los cielos, con la misión de patrullar a bordo de su barco para prevenir el posible retorno de Morgoth desde el Vacío Intemporal, lugar donde había sido arrojado tras su derrota en la Guerra de la Cólera. Desde entonces, Eärendil viajó por el firmamento portando siempre el Silmaril y, según los elfos, la luz que emanaba de él correspondía a la estrella Venus, el más brillante de los astros. Durante el transcurso de la guerra, Eärendil libró una batalla aérea a bordo de Vingilot, en la que mató a Ancalagon el Negro, el mayor dragón alado de la historia de la Tierra Media.
Los Valar no dejaron que la pareja se marchara de Aman y establecieron que desde entonces los Peredhil deberían elegir si querían vivir como elfos inmortales o como hombres mortales. Eärendil decidió elegir el camino que quisiera Elwing y entonces fueron contados entre los Eldar.

## Inspiración y creación
En el verano de 1914, mientras pasaba un tiempo de sus vacaciones escolares en la granja de su tía Jane, en Nottinghamshire (Inglaterra), J. R. R. Tolkien escribió un poema que sería imprescindible en el desarrollo de su futuro legendarium. Desde hacía tiempo, estaba interesado en el inglés antiguo o anglosajón y se había dedicado a leer varias obras en esta lengua, entre ellas el poema anónimo «Christ I»; dos líneas de éste le impresionaron especialmente:

«Eala Earendel engla beorhtast.
Ofer middangeard monnum sended».
«Salve, Earendel, el más brillante de los ángeles.
Enviado a los hombres sobre la media tierra».
— «Christ I», anónimo (versos 104-105).

Inspirado por ellas, Tolkien escribió el poema «El viaje de Eärendel, la estrella vespertina», que narraba el viaje por el cielo del marinero Eärendel, más tarde convertido en Eärendil. Tolkien leyó el poema a los miembros del T. C. B. S. (Tea Club and Barrovian Society), un club semisecreto que formó con unos amigos, y, aunque recibió buenas críticas, cuando uno de los compañeros, G.B. Smith, le preguntó por el significado del poema, el propio Tolkien no sabía que responder.
Más tarde, Tolkien derivaría del primero de los versos de «Christ II», la frase utilizada para activar el poder del Frasco de Galadriel, un objeto en el que la elfa Galadriel guardó la luz que desprendía el barco de Eärendil tras ser elevado al cielo por los Valar.

«Aiya Eärendil, Elenion Ancalima»
«Salve Eärendil, la más brillante de las estrellas»
Frodo Bolsón, «El antro de Ella-laraña» en El Señor de los Anillos, de J. R. R. Tolkien

## Desarrollo del personaje

### Poemas
Antes de que la historia se convirtiera en prosa y evolucionara hasta la que aparece en El Silmarillion, J. R. R. Tolkien compuso otros tres poemas dedicados a Eärendil (aún Eärendel en todos ellos), cuyas últimas versiones fueron publicadas por Christopher Tolkien en el segundo volumen de La historia de la Tierra Media: El libro de los cuentos perdidos 2.
En Oxford, durante el invierno de 1914, Tolkien escribió el segundo poema, titulado «La llamada del menestral» y dedicado al barco de Eärendil, bautizado más tarde como Vingilot.

En el tercero, titulado «Las costas de Faëry» y comenzado en julio de 1915 mientras caminaba y durante un viaje en autobús en Birmingham, Tolkien comienza a introducir los primeros elementos que formarían parte de su legendarium, como la ciudad de Valinor, la montaña Taniquetil y los Dos Árboles. En él se describe parte de la tierra que sería llamada Aman y que es observada por Eärendel.
El cuarto poema, «Los marineros felices», también fue comenzado en julio de 1915, en la ciudad de Barnt Green, próxima a Birmingham. Años después, este poema sería publicado en Leeds, en 1923, junto con «El Hombre de la Luna descendió con premura», que fue incluido en la obra Las aventuras de Tom Bombadil y otros poemas de El Libro Rojo. En 1940, Tolkien realizó una revisión de «Los marineros felices», ampliándolo considerablemente.

### Primeros esbozos en prosa
En 1917, cuando se encontraba de baja en Great Haywood a causa de una enfermedad contraída durante su servicio en la Primera Guerra Mundial, Tolkien escribió una historia en prosa sobre la destrucción del reino élfico de Gondolin, en la que introdujo al personaje de Eärendel convertido en el nieto del rey. Esta historia sería incluida en el libro que él llamaba Cuentos perdidos. El biógrafo de Tolkien, Humphrey Carpenter, señaló que la historia era totalmente una invención del escritor y que tan solo se podían apreciar ciertas influencias superficiales en ella, como las experiencias de Tolkien en la Batalla del Somme y el estilo de escritura de William Morris. La caída de Gondolin acaba con la llegada de Eärendel y el resto de supervivientes a la desembocadura del río Sirion, donde establecen un asentamiento.
En un principio, Tolkien decidió continuar la historia de Eärendel en «El cuento del Nauglafring», otro de los Cuentos perdidos, que acaba con la llegada de Elwing al pueblo de la desembocadura del Sirion; no obstante, al final decidió que la historia fuera independiente. Para crear el nuevo cuento, al que bautizó «El cuento de Eärendel», escribió una serie de esbozos en los que resumió los puntos que debía seguir la historia, pero como se trataba de la primera etapa de composición, las ideas estaban en constante evolución.
El primer esbozo cuenta el amor entre Eärendel y Elwing desde niños y como Tuor, sintiéndose viejo, se hace a la mar. Tras enterarse, Eärendel parte en su busca, pero debido a la maldición de Nauglafring, naufraga y es rescatado por el vala Ulmo, que le ordena ir a Kôr (nombre anterior de la ciudad de Tirion). La maldición le hace naufragar de nuevo, pero consigue regresar a su pueblo, donde se entera de que su madre también se ha hecho a la mar. Eärendel construye el barco Vingilot y, tras despedirse de Elwing, pone rumbo a Valinor. Mientras, los pájaros de Gondolin llegan a Kôr e informan del desastre del reino, haciendo que los Eldar marchen contra Melkor y lo apresen. Eärendel llega por fin a Kôr y al encontrarla deshabitada parte de vuelta a su pueblo. Una vez allí, descubre que ha sido saqueado y que Elwing ha muerto, por lo que se hace a la mar rumbo a Tol Eressëa, llegando al final a la Isla de las Aves Marinas, donde inicia su viaje hacia el cielo.
El siguiente esbozo es muy parecido, solo que Voronwë acompaña todo el tiempo a Eärendel y Elwing no muere, sino que se convierte en un ave y su marido espera su regreso junto con las demás aves en Isla de las Aves Marinas. También se incluye en una de las aventuras por el mar, la aparición de Ungweliantë (la futura araña Ungoliant). El esbozo continúa describiendo como décadas después, Eärendel navega hasta la valla que hay en el margen del mundo y sube al cielo, encuentra a Elwing, pero, al ser perseguido por el marino de la Luna (más tarde conocido como el maia Tilion), atraviesa la Puerta de la Noche, desde donde no puede regresar al mundo, porque de hacerlo moriría.
En el último esbozo hay más modificaciones con respecto a los anteriores: Eärendel sabe que Tuor se hace a la mar e incluso es él quien empuja su bote; Voronwë vuelve a desaparecer del relato y Ulmo no salva a Eärendel del naufragio, sino las Oarni (sirenas); y se omite todo lo relacionado con los Valar, los Eldar y la captura de Melkor.

### «Esbozo de la mitología»
En 1926, mientras escribía Las baladas de Beleriand, Tolkien elaboró un resumen sobre el poema La balada de los hijos de Húrin para enseñárselo a Richard W. Reynolds, su antiguo profesor en Birmingham. Dicho resumen, al que tituló «Esbozo de la mitología», incluía además el de otras historias de los Cuentos perdidos para que Reynolds entendiese el contexto del poema.
Para el resumen de la historia de Eärendil, Tolkien usó el segundo esbozo que realizó para los Cuentos perdidos, aunque añadiendo algunos cambios: Elwing y los supervivientes de Doriath llegan antes a la desembocadura del Sirion y son los que reciben a Eärendel y su pueblo; los Valar se unen al ataque lanzado contra Morgoth, pero las aves de Gondolin desaparecen y es Ulmo el que consigue con sus reproches el convencerles; Tuor e Idril parten juntos; aparece por primera vez Elrond, como hijo de Eärendel y Elwing, que es salvado por Maedhros de la matanza en la desembocadura del Sirion; Voronwë no parte con Eärendel desde el principio, sino cuando se ha producido la matanza y es él quien le informa de lo ocurrido; los valar son los que elevan a Vingilot al cielo, no las aves, y le entregan a Eärendel el Silmaril tras la Guerra de la Cólera, con la tarea de que vigile a Morgoth.

### El «Quenta»
En 1930, Tolkien reescribió y amplió el «Esbozo de la mitología», titulando al manuscrito el «Quenta». El texto fue escrito de una sola vez y tan solo revisó la historia a partir de la caída de Gondolin. En la primera versión de esta revisión, la historia de Eärendel es igual que la que aparece en el esbozo pero, en la segunda, si bien la redacción no es igual, sigue la misma línea argumental que El Silmarillion, excepto en algunas diferencias menores como que Ulmo aún pide a los valar el perdón para los elfos y los hombres de la Tierra Media, aunque ellos no lo aceptan, y todavía no aparecen las Águilas de Manwë acompañando a Eärendel en la Guerra de la Cólera, sino simplemente aves.
Alrededor de 1937, cuando fue publicada la novela El hobbit, Tolkien volvió a revisar y ampliar el «Quenta», llamándolo ahora «Quenta Silmarillion» y cuya narración es la más parecida a la de El Silmarillion publicado. Años después, tras finalizar El Señor de los Anillos, Tolkien introdujo pequeños cambios en el Quenta Silmarillion, como la sustitución de Eärendel por Eärendil, que formarían la versión definitiva de la historia tal y como fue publicada por Christopher Tolkien.